# Genus
Genus – niezmiennik topologiczny, liczba całkowita charakteryzująca rozmaitość topologiczną równa liczbie otworów w rozmaitości. Tak więc dla sfery jest to 0, dla torusa 1, dla precelka 3 itp.
Genus powiązany jest z charakterystyką Eulera wzorem {\displaystyle \chi =2-2g} dla powierzchni orientowalnych, dla nieorientowalnych zachodzi właściwość {\displaystyle \chi =2-g}.

Genus powierzchni orientowalnych
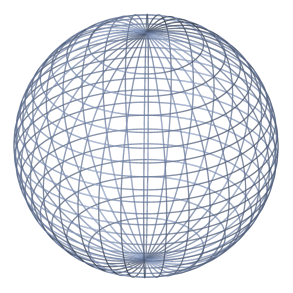
sfera (genus 0)
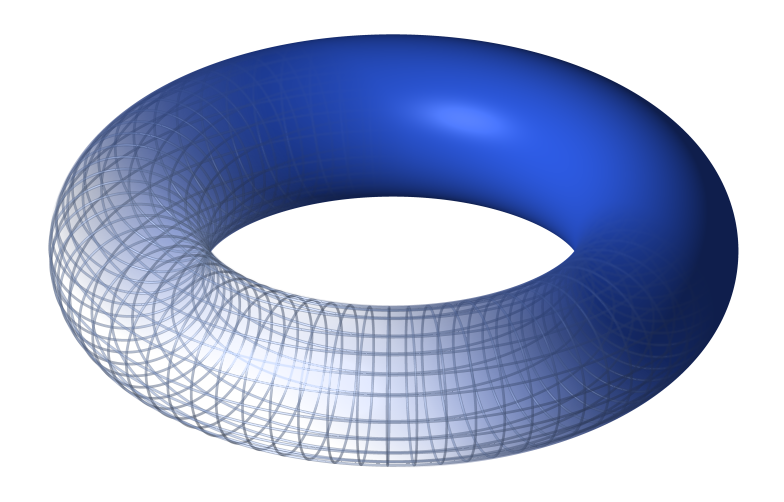
torus (genus 1)
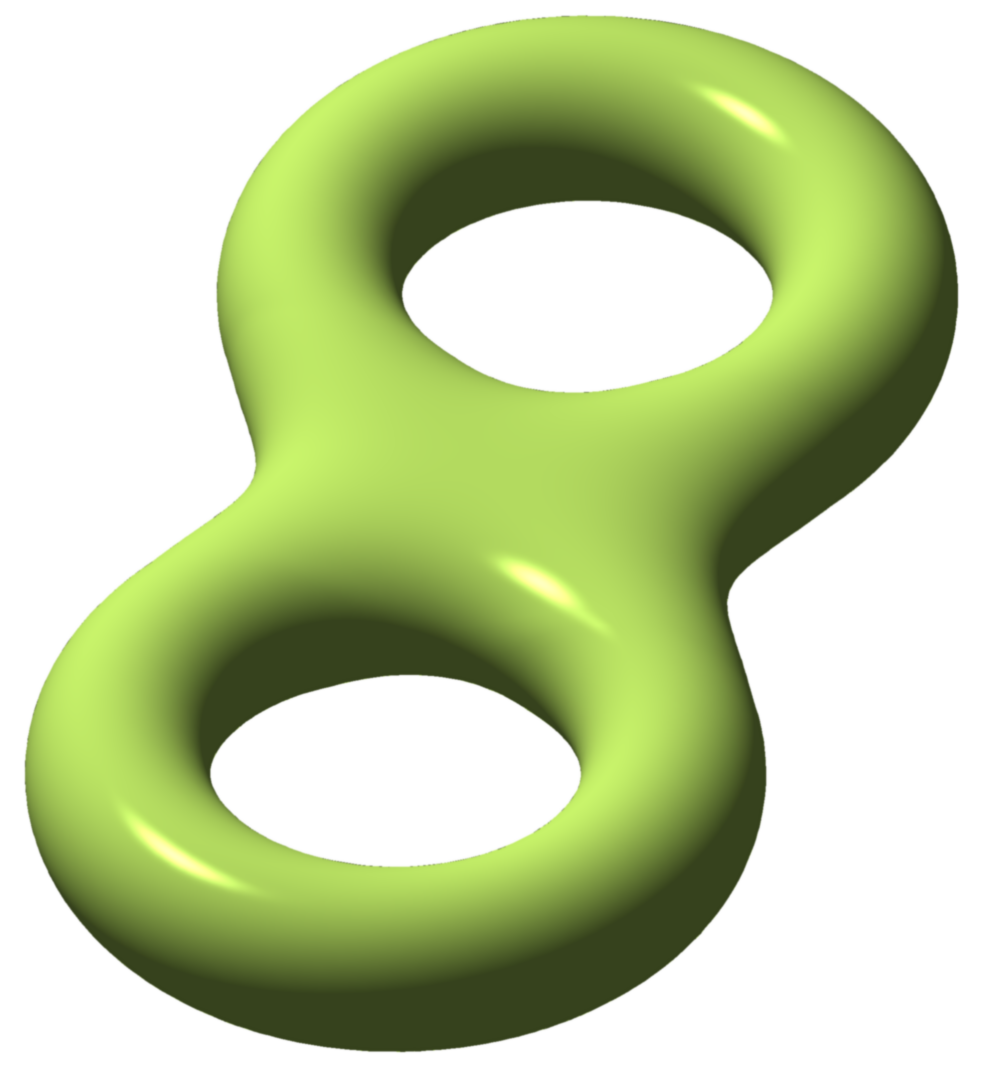
podwójny torus (genus 2)
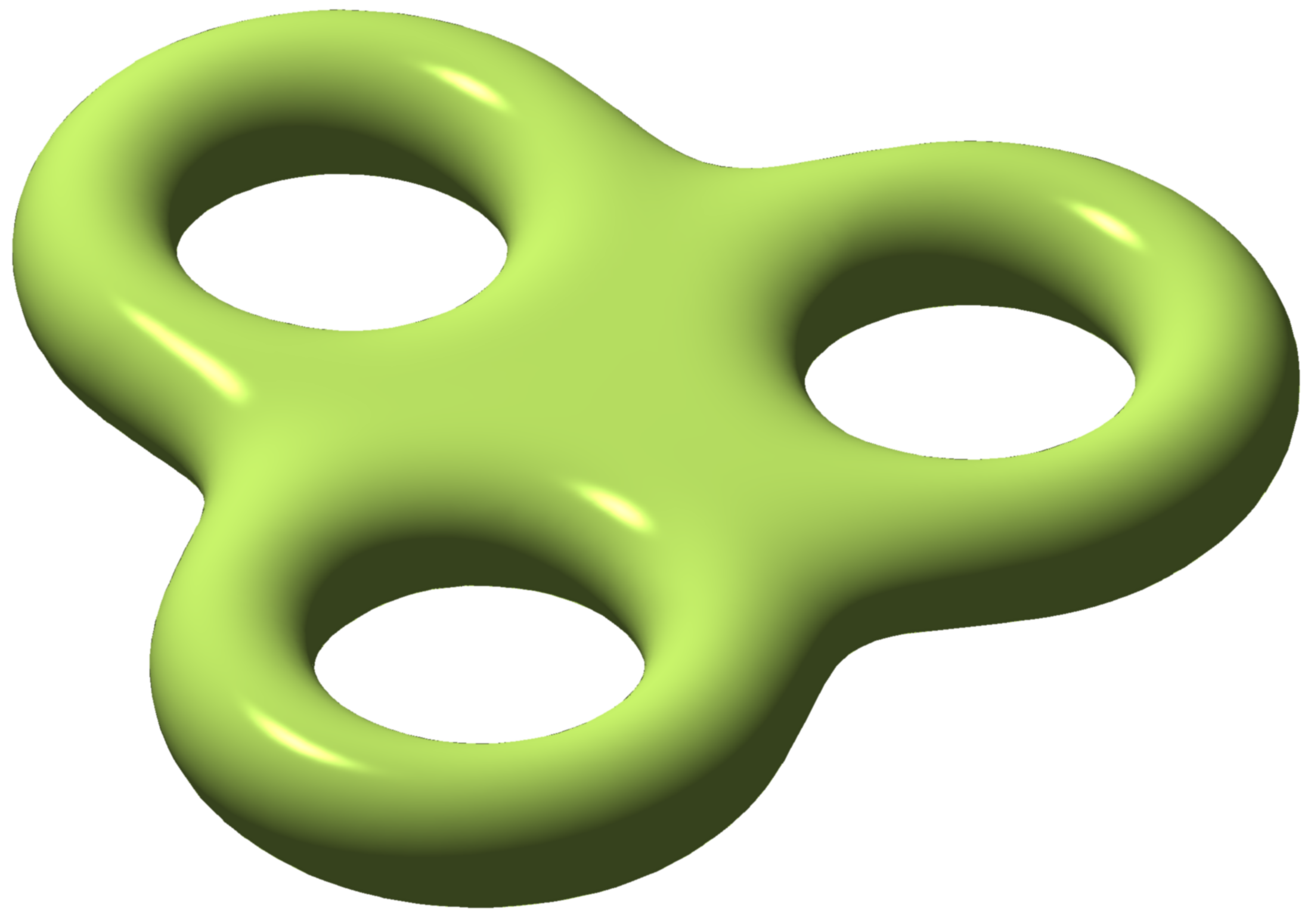
precelek (genus 3)

Genus powierzchni nieorientowalnych
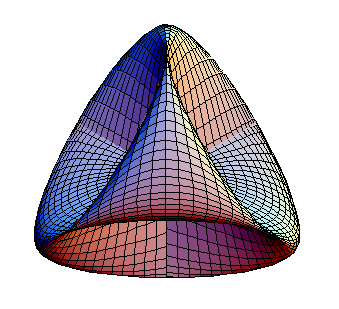
powierzchnia rzymska (genus 1)
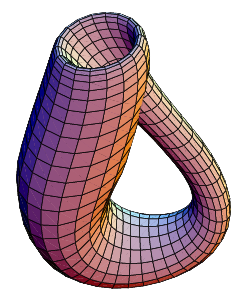
butelka Kleina (genus 2)